# Morgan Stewart's Coming Home
Morgan Stewart's Coming Home (em Portugal, Guerra no Quintal) é um filme americano de 1987, uma comédia dirigida por Paul Aaron e Terry Winsor, e protagonizada por Jon Cryer.

## Sinopse
Morgan Stewart (Jon Cryer) é um jovem, filho de um senador, que passou a maior parte de sua vida num internato. É um menino excêntrico e agitado, diferente da personalidade conservadora de sua mãe (Lynn Redgrave) e família. Morgan é trazido de volta a sua casa para ajudar seu pai na campanha eleitoral, e acaba descobrindo que há terceiros dispostos a destruir sua candidatura.
Com a ajuda de sua namorada (Viveka Davis), Morgan planeja salvar sua família da grande cilada.

## Elenco
- Jon Cryer - Morgan Stewart
- Lynn Redgrave - Nancy Stewart
- Paul Gleason - Jay Le Soto
- Nicholas Pryor - Tom Stewart
- Viveka Davis - Emily